# Rue Jeanne-d'Arc (Rouen)
Pour les articles homonymes, voir Rue Jeanne-d'Arc.
La rue Jeanne-d'Arc est une voie publique de la commune française de Rouen. Elle est l'artère principale de la rive droite de la ville.

## Situation et accès
Elle mène du pont Jeanne-d'Arc à la gare de Rouen-Rive-Droite dans l'axe nord-sud et coupe la rue du Gros-Horloge. Elle traverse également la place Foch où se trouve le palais de justice et où se trouvait le monument de la Victoire de Real del Sarte, déplacé cours Clemenceau.
La rue Jeanne-d'Arc est desservie du sud au nord par trois stations souterraines des deux branches du tramway de Rouen : Théâtre des Arts, Palais de Justice et Gare-Rue Verte.
Chacune des extrémités de la rue dispose d'une station Cy'clic : la première se trouve au niveau du Théâtre des Arts tandis que la seconde est située devant la gare.
Rues adjacentes
- Rue Verte
- Boulevard de la Marne
- Rue du Donjon
- Rue Alain-Blanchard
- Rue Morand
- Rue Saint-Patrice
- Rue du Bailliage
- Rue Jean-Lecanuet
- Rue des Bons-Enfants
- Rue Ganterie
- Rue Guillaume-le-Conquérant
- Rue Saint-Lô
- Rue Rollon
- Place du Maréchal-Foch
- Rue du Gros-Horloge
- Rue aux Ours
- Rue Nicole-Oresme
- Rue du Général-Giraud
- Rue du Général-Leclerc

## Origine du nom
Cette rue honore Jeanne d'Arc (1412-1431) héroïne de l'histoire de France, chef de guerre et sainte de l'Église catholique, condamnée au bûcher et exécutée à Rouen.

## Historique

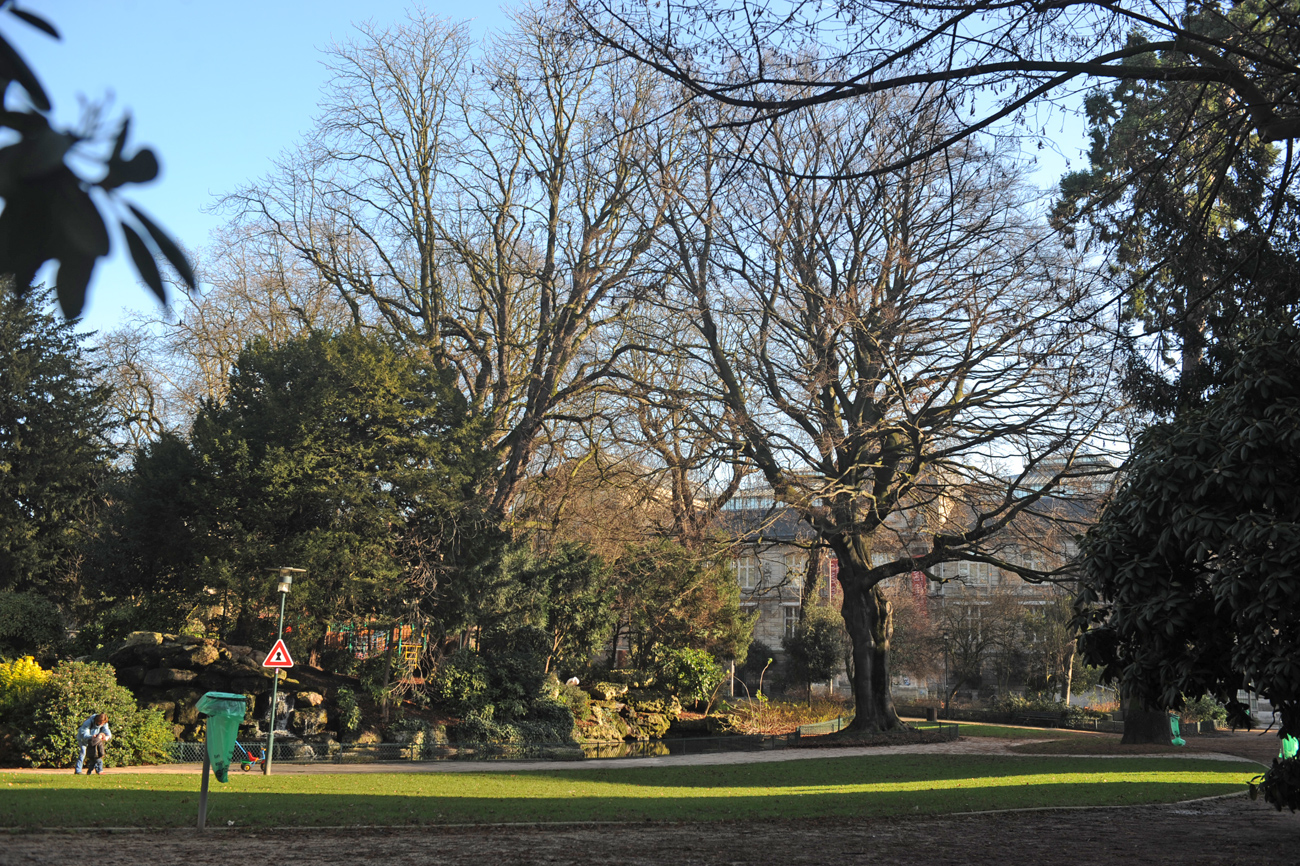
Square Verdrel.

Percée à partir de 1859, la rue reçoit le nom de « rue du Chemin-de-Fer ». Puis elle est inaugurée le 15 novembre 1862 sous le nom de « rue de l'Impératrice ». Elle prend la dénomination « rue Jeanne-d'Arc » le 25 septembre 1870 après la chute du Second Empire.
Son percement entraîne la démolition des églises Saint-André-aux-Fèvres, dont le clocher (dit « tour Saint-André ») a été conservé, Saint-Martin-sur-Renelle dans sa totalité, ainsi que des derniers vestiges de l'église Saint-Jean-sur-Renelle, détruite pour l'essentiel dès le début du XIXe siècle. Toutes ces églises étaient caractéristiques du style gothique.
Le 24 mars 1937, un incendie a lieu au no 34.
La partie sud de la rue a été détruite lors des bombardements de la Seconde Guerre mondiale.
Le 8 août 2012, un incendie endommage les nos 53 et 55.

## Bâtiments remarquables et lieux de mémoire

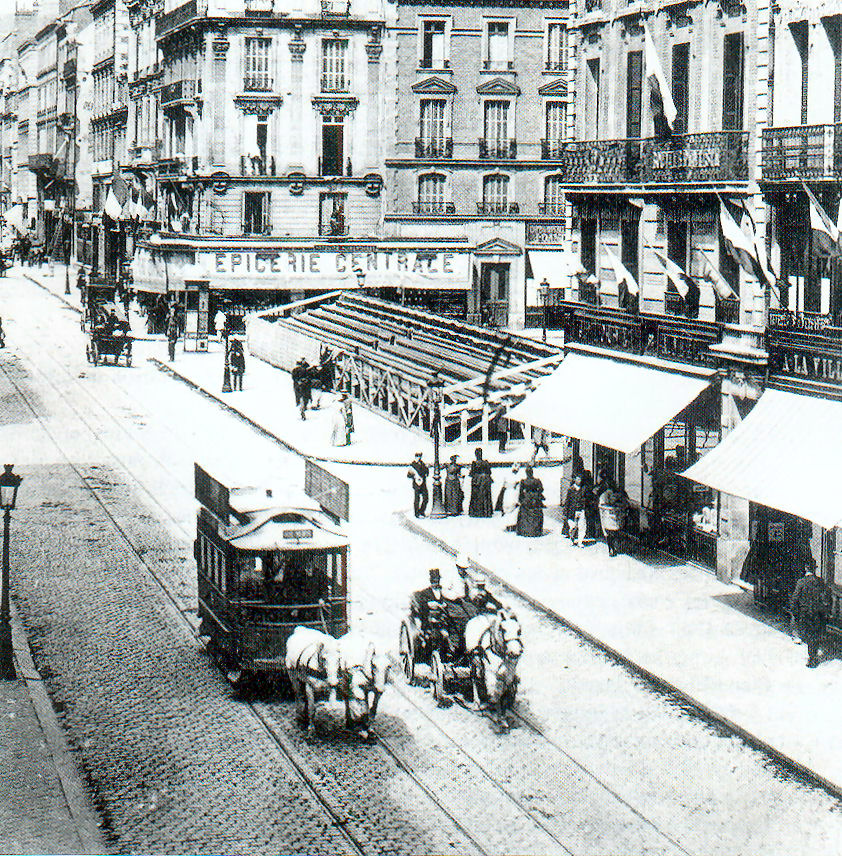
Un tramway hippomobile, rue Jeanne-d'Arc, dans les années 1890.

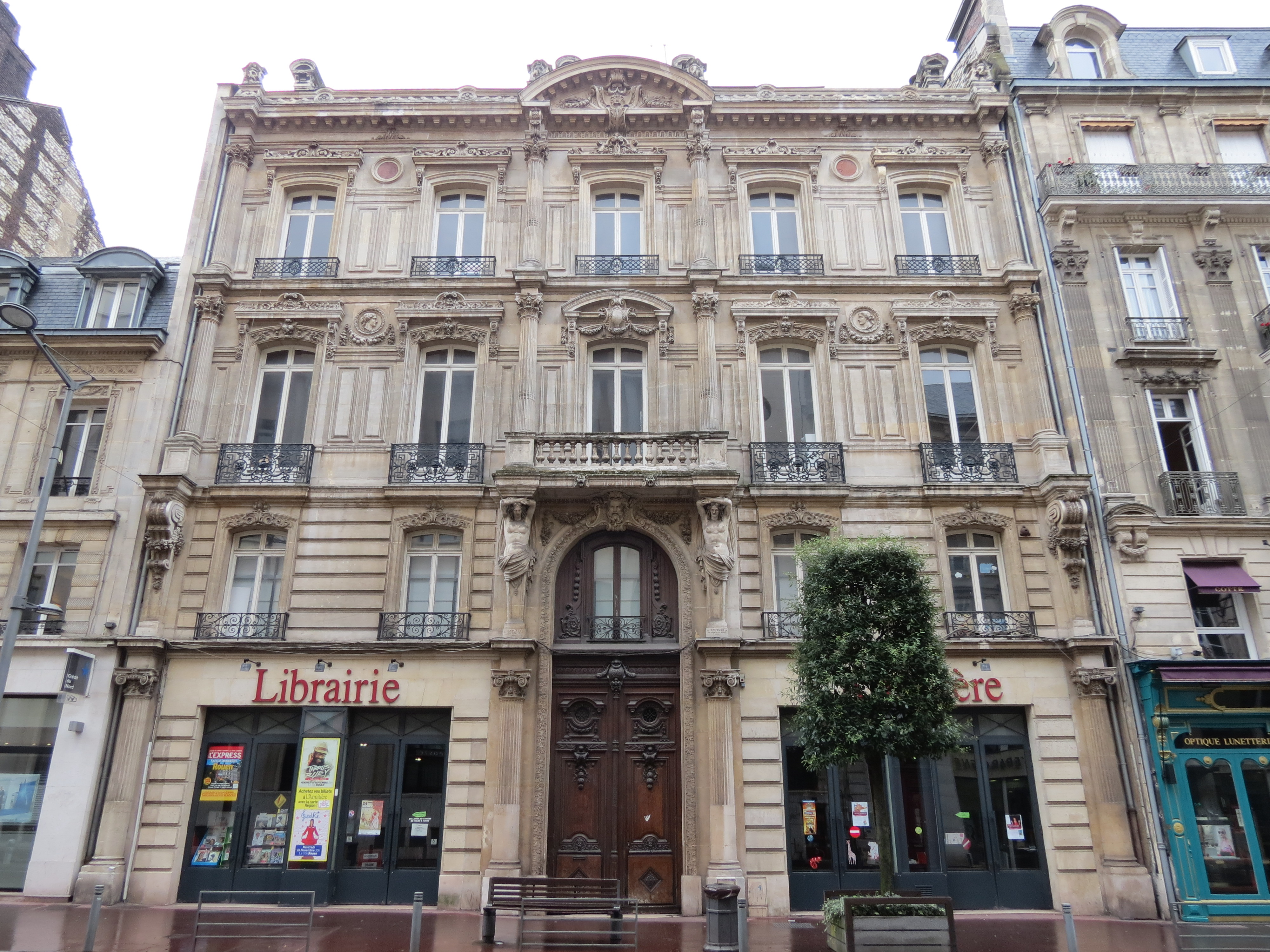
Librairie L'Armitière (no 66).

- no 1 (démoli) : le coureur cycliste Charles Terront y a habité vers 1900[2].
- no 3 (démoli) : l'architecte André Robinne y a eu son cabinet.
- no 8 : l'architecte Henri Gosselin y vécut.
- Vestiges de l'église Saint-Vincent (démolie le 31 mai 1944).
- Tour Saint-André (XVIe siècle).
- no 17 : l'architecte Édouard Delabarre y est né. Denise Holstein y est née.
- no 18 (démoli) : l'architecte Charles Fleury y a habité.
- no 22 : immeuble en pierre dû à l'architecte Émile Janet (1887)[3].
- no 23-25 : immeuble en pierre dû à l'architecte Charles Fleury (1863)[4].
- no 28 : le peintre Henri Daniaud (1820-1877) y a habité et y est mort.
- no 31 : le chimiste Jean Girardin (1803-1884) y est mort. Albert Witz (1840-1903) et Roger Dusseaulx (1913-1988) y ont vécu.
- no 36 : Arsène Néel (1856-1935) y vécut.
- no 37 bis : l'historien d'art Jean Lafond y est né.
- no 45 : hôtel des Postes (1938-1950)[5],[6] (bas-relief au-dessus de la porte d'entrée dû à Josette Hébert-Coëffin)
- no 51 : Léon Brière et Jean Maillard y ont habité.
- no 52 : immeuble dû à l'architecte Émile Janet[7].
- no 53 : cabinet d'architecture de Georges Thurin en 1953.
- no 62 : Arsène Néel y avait un magasin de bonneterie.
- no 65 : immeuble en pierre et brique (1863)[8].
- no 66 :
  - immeuble en pierre dû à l'architecte rouennais Antoine Fourez[9] (1866)[10] avec porte encadrée de cariatides de la main du sculpteur rouennais Jean-Baptiste Foucher[9]. L'architecte Louis Trintzius y a habité jusqu'à sa mort. C'est aujourd'hui le siège de la librairie L'Armitière.
- no 68 : immeuble dû à l'architecte Émile Janet (1870)[11]. René Herval y vécut.
- no 71 : l'artiste Marcel Duchamp y a habité, étant enfant.
- no 72 : immeuble de l'ancien Grand hôtel de la Poste, hôtel de luxe de la Belle Époque dû à l'architecte Joachim Richard (1908).
- no 79 : Denise Holstein y a vécu.
- no 87 : Maurice Lebon et Gaston Le Breton y ont vécu.
- no 89 : statue de Niépce due à Arsène Letellier (1865).
- no 102 : intégrées dans la cour intérieure de l'immeuble Art nouveau[12],[13] dû à Édouard Dagnet se trouvent les substructions de la tour de la Pucelle où Jeanne d'Arc fut emprisonnée du 25 décembre 1430 au 30 mai 1431, ce qui explique le nom actuel de la rue. Une plaque de marbre noir, ainsi qu'une sculpture représentant l'ensemble de l'ancien château au-dessus de l'entrée de l'immeuble du début du XXe siècle en signalent l'emplacement[14]. La tour fait l’objet d’une inscription au titre des monuments historiques depuis le 13 juillet 1926[15].
- Au no 104 : l'architecte Rodolphe Dussaux (1906-1987) y a vécu.
- Au no 107 : Louis Fabulet (1862-1933) y est décédé.
- Au no 111 : immeuble du café « Le Métropole », établissement fréquenté par Jean-Paul Sartre et Simone de Beauvoir[16],[17],[18].

Enseignes
On y trouve principalement des banques et des agents immobiliers, deux bureaux de Poste dont le bâtiment de la recette principale dû à l'architecte Alfred Audoul, la Direction régionale des PTT due à l'architecte Pierre Chirol et la librairie « l'Armitière » (no 66).